# Карбонові сертифікати
Карбонові сертифікати (також відомі як вуглецеві кредити) — це спеціальні документи, які засвідчують факт зменшення або уникнення викидів парникових газів (головним чином CO₂) на певну кількість, зазвичай 1 тонна CO₂ або еквівалента.
Навіщо вони потрібні?
Світ намагається зменшити вплив на клімат. Одним із інструментів є торгівля викидами: компанії, які не можуть зменшити свої викиди, можуть купити сертифікати у тих, хто навпаки, їх зменшив.
Як це працює?
Фермер, лісове господарство або агропідприємство впроваджує практики, що скорочують викиди (наприклад, no-till, посадка лісу, біогаз, компостування, відновлення ґрунтів).

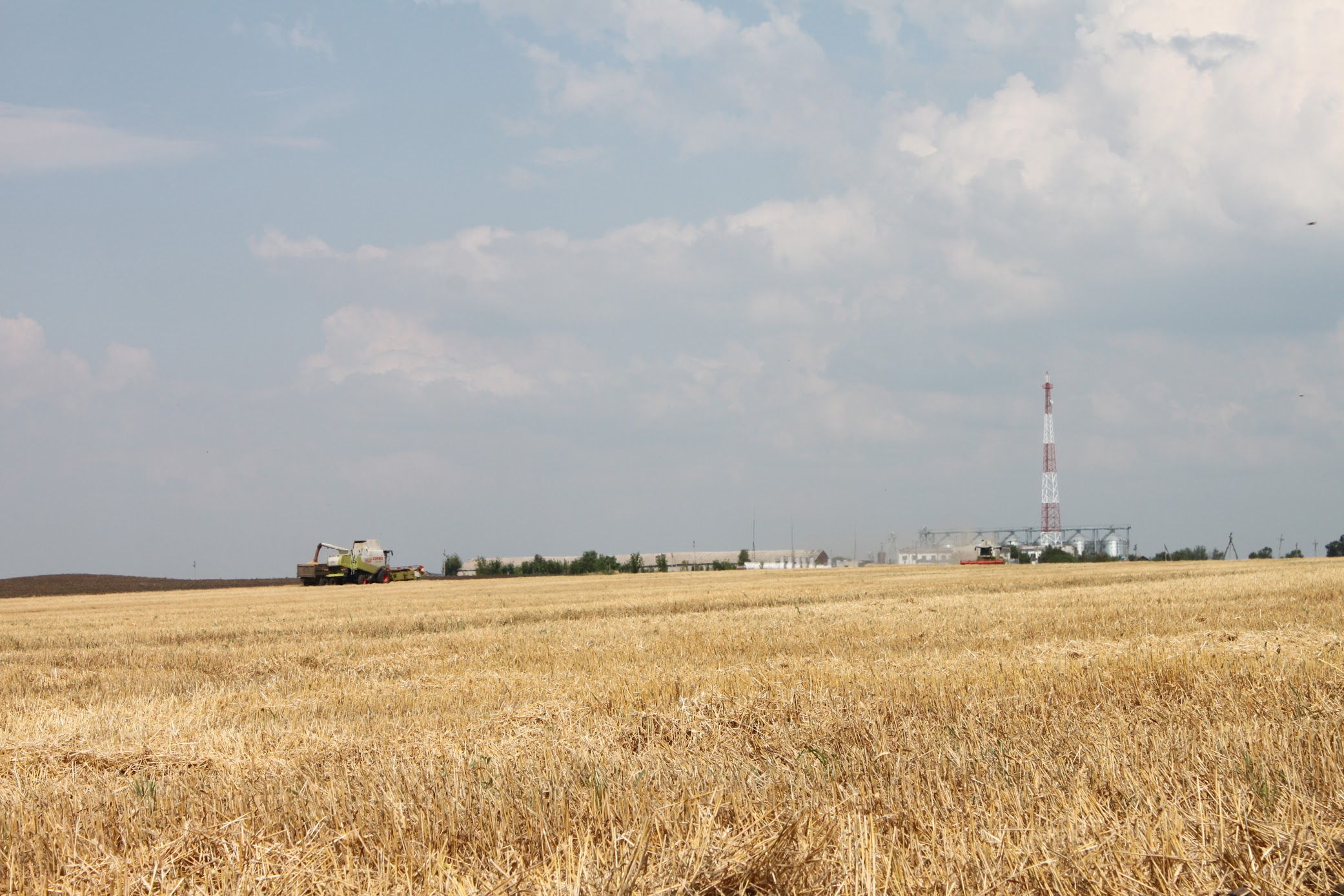
Ноу тілл для звязування парникових газів у грунті

Ці дії верифікуються незалежними органами згідно з міжнародними стандартами (наприклад, Verra, Gold Standard, ISO).
Отримується карбоновий сертифікат.
Його можна продати на добровільному або регульованому ринку компаніям, що хочуть компенсувати свій вуглецевий слід.
Типи карбонових сертифікатів:
Регульований ринок (наприклад, ЄС, Канада): обов'язковий для великих забруднювачів.
Добровільний ринок: компанії купують сертифікати добровільно, щоб покращити імідж, ESG-профіль або досягти вуглецевої нейтральності.
Що важливо для отримання сертифікатів?
Додатковість: дія не мала б відбутися без стимулу.
Точність обрахунку: реальні перевірені дані.
Верифікація: зовнішня перевірка.
Постійність: результат має зберігатися довго (наприклад, не вирубаний ліс через 5 років).
Приклад інструкції для отримання карбонових сертифікатів чи вуглецевих кредитів в Україні